# WEP
Wired Equivalent Privacy (WEP) je algoritam za sigurnu komunikaciju putem IEEE 802.11 bežičnih mreža. Obzirom da bežične mreže koriste radio signal za prenošenje podataka one su veoma podložne prisluškivanju za razliku od žičanih mreža.
Prilikom uvođenja WEP-a 1997. godine ideja vodilja je bila da se bežičnoj komunikaciji obezbedi sigurnost jednaka onoj kakva je kod žičanih mreža. To se, između ostalog, nastojalo postići enkriptovanjem komunikacije i regulisanju pristupa samoj mreži na osnovu autentikacije putem MAC adrese mrežnog uređaja. Međutim, 2004. godine dolazi do zamjene WEP-a novim WPA algoritmom jer su već 2001. godine uočene ranjivosti WEP algoritma.
Danas je dovoljno nekoliko minuta da bi se probila WEP zaštita.